# Kambodża na Mistrzostwach Świata w Lekkoatletyce 2017
Kambodża na Mistrzostwach Świata w Lekkoatletyce 2017 – reprezentacja Kambodży podczas Mistrzostw Świata w Londynie liczyła 1 zawodnika, który nie zdobył medalu.

## Rezultaty
| Zawodnik      | Konkurencja        | Pre-eliminacje | Pre-eliminacje | Eliminacje | Eliminacje | Półfinał | Półfinał | Finał    | Finał   |
| Zawodnik      | Konkurencja        | Rezultat       | Pozycja        | Rezultat   | Pozycja    | Rezultat | Pozycja  | Rezultat | Pozycja |
| ------------- | ------------------ | -------------- | -------------- | ---------- | ---------- | -------- | -------- | -------- | ------- |
| Phearath Nget | Bieg na 100 metrów | 10,99          | 17.            | NQ         | NQ         | NQ       | NQ       | NQ       | NQ      |